# Örvös galamb
Az örvös galamb (Columba palumbus) a madarak osztályának galambalakúak (Columbiformes) rendjéhez és a galambfélék (Columbidae) családjához tartozó faj.

## Rendszerezése
A fajt Carl von Linné svéd természettudós írta le 1758-ban.

## Alfajai
- Columba palumbus azorica Hartert, 1905
- Columba palumbus casiotis (Bonaparte, 1854)
- Columba palumbus iranica (Zarudny, 1910)
- Columba palumbus maderensis Tschusi, 1904
- Columba palumbus palumbus Linnaeus, 1758[2]

## Előfordulása
Európában, Ázsiában, valamint Észak-Afrikában honos. Természetes élőhelyei a tűlevelű erdők, mérsékelt övi erdők és cserjések, szubtrópusi vagy trópusi hegyi esőerdők, valamint legelők, szántóföldek, ültetvények és vidéki kertek. Állandó és vonuló állományai is vannak.

### Kárpát-medencei előfordulása
Magyarországi rendszeres fészkelő. A hazai állomány február-november hónapokban észlelhető, de át is telelhet.

## Megjelenése
Testhossza 40–42 centiméter, szárnyfesztávolsága 75–80 centiméter, testtömege pedig 280–614 gramm közötti. A legnagyobb európai galambféle. A felnőtt madaraknak jellegzetes fehér folt van a nyakukon, a fiataloknál ez még hiányzik. Mindkét ivar egyforma, nyakuk és farkuk szürke, mellük vörhenyes-szürke. Hátuk és szárnyuk szürkésbarna. A felrepülő madaraknál feltűnő a szárnyon lévő fehér folt.
|  |  |

## Életmódja
A költési időn kívül nagy csapatokban él. Gyommagvakkal, gabonamagvakkal és a tölgy makkjával táplálkozik. Megfelelő körülmények között állandó, de rövidtávra vonul.

## Szaporodása

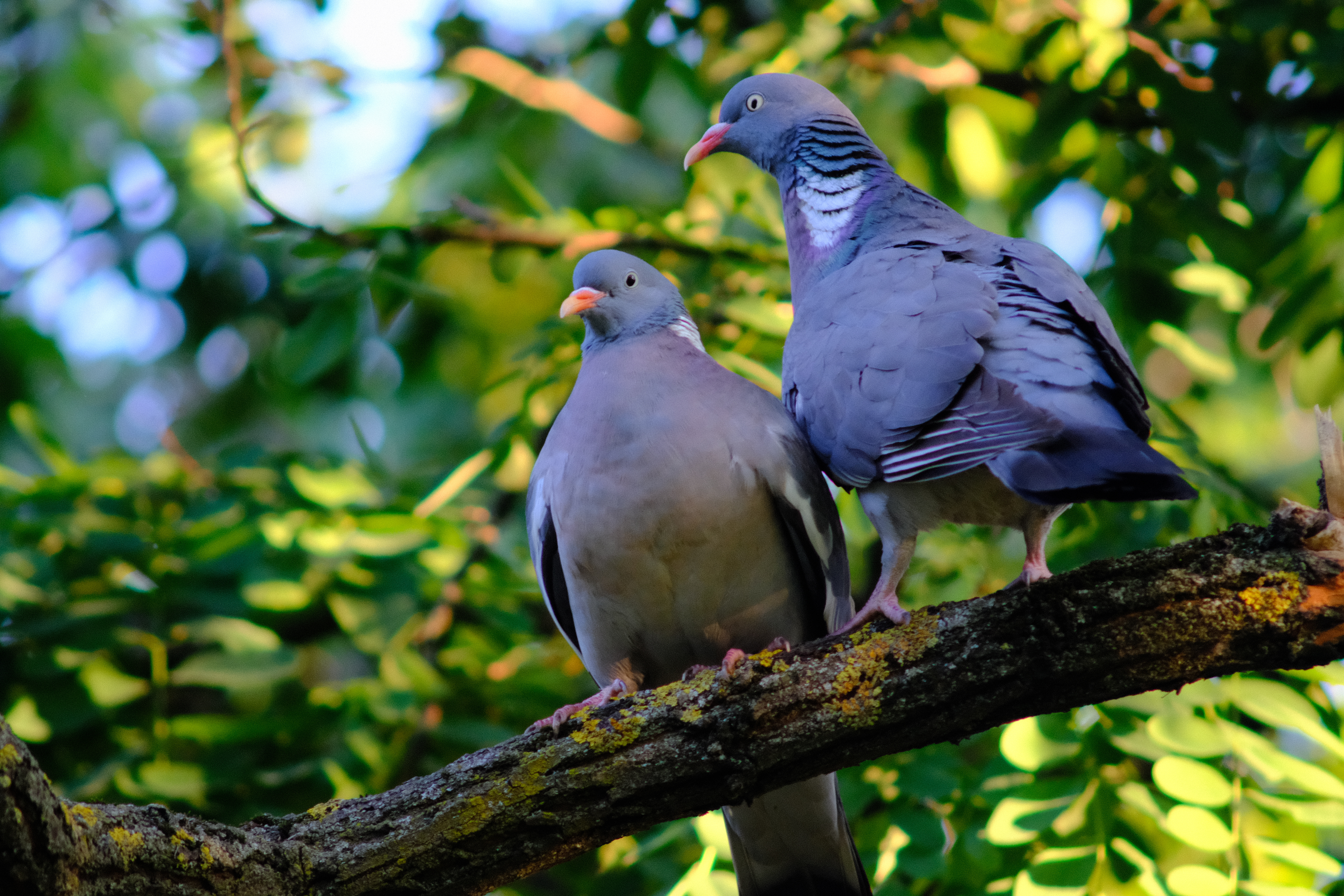
Örvös galamb pár

Az ivarérettséget egyéves korban éri el. Erdőkben, ártereken fákra vagy bokrokra készíti fészkét. A fészek kis gallyakból, vékony gyökerekből, és vékony fűszálakból vagy szárakból készül. Fészekalja két, tiszta fehér tojásból áll, melyeken 16–18 napig költ. Az első táplálék, amit a fiókák kapnak kikelésükkor, az a begytej, amit a szülők termelnek. A fiatal madarak 28–30 nap után repülnek ki. Egy évben többször is fészkelhet.
|  |  |

## Természetvédelmi helyzete
Az elterjedési területe rendkívül nagy, egyedszáma pedig növekszik. A Természetvédelmi Világszövetség Vörös listáján nem fenyegetett fajként szerepel. Magyarországon nem védett, vadászható.